# Vem vill kämpa för Gud överallt
Vem vill kämpa för Gud överallt är en sång med text skriven omkring 1880 av George Scott Railton. Musiken är skriven före 1880 av Tullius Clinton O'Kane.

## Publicerad i
- Musik till Frälsningsarméns sångbok 1907 som nr 111.
- Frälsningsarméns sångbok 1929 som nr 405 under rubriken "Strid och verksamhet - Maning till kamp".
- Frälsningsarméns sångbok 1968 som nr 508 under rubriken "Strid Och Verksamhet - Kamp och seger".
- Frälsningsarméns sångbok 1990 som nr 659 under rubriken "Strid och kallelse till tjänst".